# Ringelheim
Pour les articles homonymes, voir Ringelheim (homonymie).
Ringelheim est le sixième plus grand quartier de la ville de Salzgitter située dans le Land de Basse-Saxe en Allemagne. Il est surtout connue pour son château, une ancienne abbaye qui fut sécularisée en 1803. Longtemps intégrée à l'arrondissement de Goslar, l'ancienne commune de Ringelheim est rattachée administrativement à la nouvelle ville-arrondissement de Salzgitter en 1942.

## Histoire
Au Moyen Âge central, ce lieu était un site de l'assemblée gouvernementale (thing) dans le Salzgau, un comté (Gau) de l'Ostphalie en Saxe. Vers l'an 940, le comte Immed, de la famille de sainte Mathilde, y a fondé une communauté de chanoinesses laïques (Frauenstift). Les vastes possessions du couvent autour de Salzgitter, Liebenburg, Goslar, Wallmoden, Lutter, Sehlde, Elbe et Haverlah sont documentés dans un acte du roi Otton Ier en 941. La collégiale est placée sous le patronage rare des saints Abdon et Sennen.

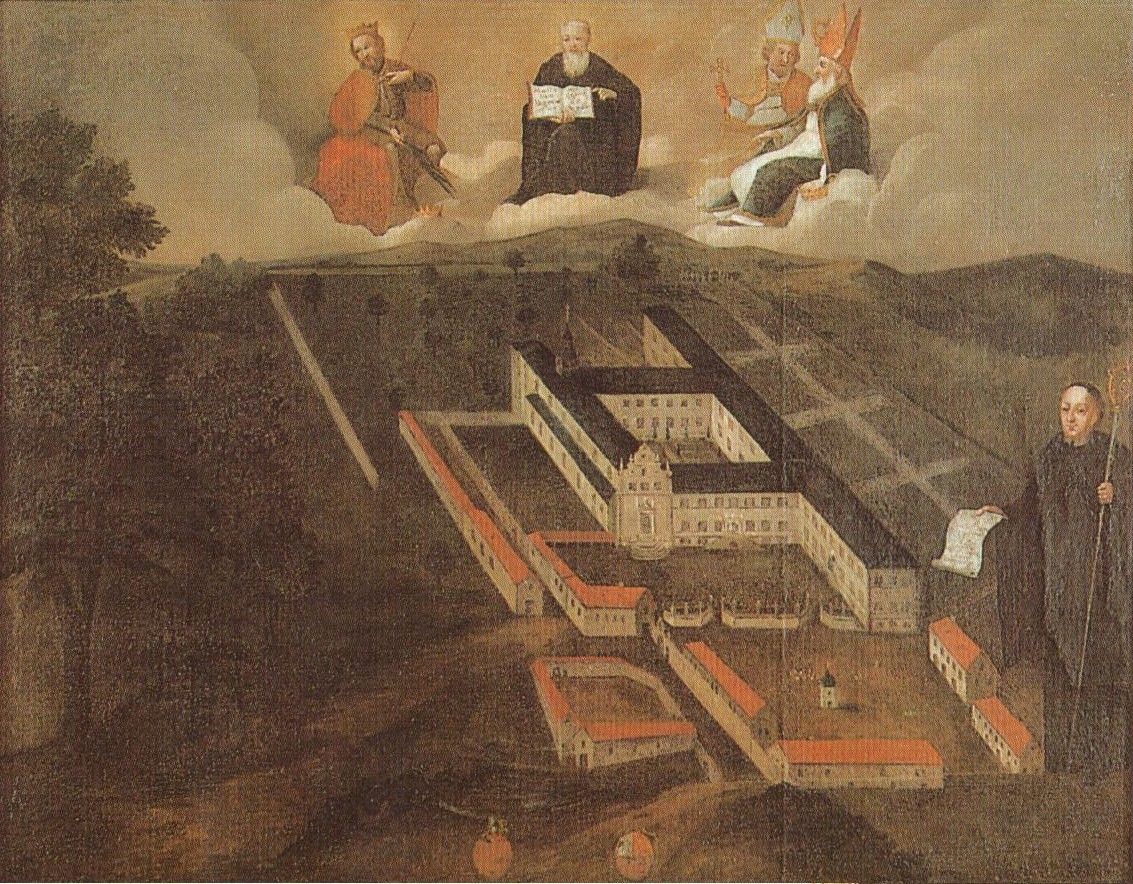
L'abbaye de Ringelheim, vers 1720.

Vers l'an 1152 l'abbaye fut transformée en monastère bénédictin ; le roi Conrad III de Hohenstaufen le soumette au règne des évêques de Hildesheim. Les premiers moines qui s'établirent à Ringelheim étaient originaires de l'abbaye Saint-Michel de Hildesheim.
Après les attaques du duc Henri II de Brunswick, Ringelheim appartenait a la principauté de Wolfenbüttel de 1523 jusqu'à ce que le domaine soit retourné à Hildesheim en 1643. Le monastère devint protestant sous le règne du duc Jules de Brunswick en 1568, mais il est finalement restitué aux Bénédictins par l'évêque Ferdinand de Bavière. Pendant la guerre de Trente Ans, la bataille de Lutter a eu lieu à proximité le 27 août 1626 ; le roi Christian IV de Danemark qui y subit une très lourde défaite fuyait à Wolfenbüttel en passant par Ringelheim.
Après la sécularisation en 1803, les domaines de l'ancienne abbaye ont été transférés au général prussien Friedrich Wilhelm von der Schulenburg-Kehnert. Le bâtiment conventuel a été converti en une résidence seigneuriale en style néo-classique. Le jardin anglais du château est aménagé en 1847.